# روودنه
روودنه (به لاتین: Roudné) یک منطقهٔ مسکونی در جمهوری چک است که در شهرستان چسکه بودیوویتسه واقع شده‌است. روودنه ۳٫۸۲ کیلومتر مربع مساحت و ۶۸۵ نفر جمعیت دارد و ۳۹۳ متر بالاتر از سطح دریا واقع شده‌است.